# Chōkai (cruzador)
O Chōkai (鳥海) foi um cruzador pesado Japonês da Classe Takao, construído entre 1928 e 1933, e que serviu durante a Segunda Guerra Mundial.
Durante a batalha de Savo, nas ilhas Salomão, o Chōkai danificou seriamente com artilharia e torpedos Long Lance (Type 93) o cruzador pesado australiano HMAS Canberra, navio almirante dos aliados, provocando o afundamento do mesmo e contribuindo para a vitória japonesa

Foi afundado durante a batalha de Samar. Pensa-se que tenha sido catastroficamente danificado por um projétil de 127 mm, disparado pela única peça desse calibre de um porta-aviões de escolta norte-americano. Esse projéctil terá detonado torpedos Long Lance e o seu oxigénio puro, comprometendo a propulsão e os lemes do navio. Minutos depois uma bomba aérea de 500 kg atingiu-o a vante, e incêndios de grande escala terão ficado fora de controle. No entanto só afundaria ao fim desse dia, após o contratorpedeiro Fujinami ter evacuado os sobreviventes e lhe ter aplicado ao cruzador um golpe de misercórdia com um torpedo. Porém, dois dias depois o poder aéreo norte-americano destruiria também este contratorpedeiro, sem deixar sobreviventes.